# أورسولا كوربيرو
أورسولا كوربيرو (بالإسبانية: Úrsula Corberó؛ مواليد 11 أغسطس 1989) هي ممثلة إسبانية، اشتهرت بدور روث في المسلسل الإسباني الفيزياء أو الكيمياء، وأيضًا عرفت بدور مارغريت دوقة سافوي في مسلسل إيزابيل، وعرفت مؤخرًا بدور طوكيو في المسلسل الإسباني لا كاسا دي بابيل.

## نشأتها
ولدت أورسولا كوربيرو دلغادو في برشلونة ، إسبانيا. لديها أخت واحدة. في سن الخامسة اتجهت إلى التمثيل وبدأت التمثيل في الإعلانات التجارية. بعد دراستها، انتقلت إلى مدريد لتصوير المسلسل التلفزيوني الفيزياء أو الكيمياء.وهي على علاقة مع الممثل الأرجنتيني تشينو دارين منذ 2016.

## فيلموغرافيا

### الأفلام
| العام | العنوان                          | الدور          |           |
| ----- | -------------------------------- | -------------- | --------- |
| 2007  | Crónica de una voluntad          | كوڤا           | فيلم قصير |
| 2011  |                                  |                | فيلم قصير |
| 2011  | Elsinor Park                     | ليسا           |           |
| 2011  | Paranormal Xperience 3D          | بيلين          |           |
| 2013  | Afterparty                       | ماريا / لورا   |           |
| 2013  | Crimen con vista al mar          | سونيا          |           |
| 2013  | ¿Quién mató a Bambi?             | بولا لاريا     |           |
| 2013  | غائم مع احتمال سقوط كرات اللحم 2 | سام            | دور صوتي  |
| 2015  | Perdiendo el Norte               | ناديا          |           |
| 2015  | Cómo sobrevivir a una despedida  | مارتا          |           |
| 2016  | La Corona Partida                | مارغريت النمسا |           |
| 2017  | Proyecto Tiempo: La Llave        | ألما           |           |
| 2018  | El Arbol de La Sangre            | ريبيكا         |           |

### التلفزيون
| العام     | العنوان                         | الدور                        | الملاحظات                                   | القناة             |
| --------- | ------------------------------- | ---------------------------- | ------------------------------------------- | ------------------ |
| 2002      | Mirall trencat                  | ماريا                        | 3 حلقات                                     | TV3                |
| 2005–2006 | Ventdelplà                      | سارا                         | 7 حلقات                                     | TV3                |
| 2007      | Cuenta atrás                    | دانييلا                      | حلقة: "Instituto Bretón, 09:23 horas"       | Cuatro             |
| 2007      | El Internado                    | مانويلا بورتيلو              | حلقة: "Ver para creer"                      | Antena 3           |
| 2008–2011 | الفيزياء أو الكيمياء            | روث غوميز                    | 71 حلقة                                     | Antena 3           |
| 2011–2019 | 14 de abril. La República       | بياتريز دي لا توري           | 30 حلقة                                     | La 1               |
| 2012      | Volare                          | ليلا/ مالفا                  | فيلم تلفزيوني                               | TV3                |
| 2013      | Gran Reserva                    | جوليا كورتازار / لورا ماركيز | 8 حلقات                                     | La 1               |
| 2013      | Mario Conde. Los días de gloria | بالوما أليندي                | فيلم تلفزيوني                               | تيليسينكو          |
| 2014      | Con el culo al aire             | صوفيا                        | حلقة: "حلقة #3.14"                          | Antena 3           |
| 2014      | إيزابيل                         | مارغريت دوقة سافوي           | 7 حلقات                                     | La 1               |
| 2015      | Anclados                        | ناتاليا                      | 8 حلقات                                     | تيليسينكو          |
| 2016      | La embajada                     | استر ساليناس                 | 11 حلقة                                     | Antena 3           |
| 2017      | ¿Qué fue de Jorge Sanz?         | نفسها                        | حلقة: "¿Qué fue de Jorge Sanz? Buena racha" | Movistar+          |
| 2017–الآن | بيت من ورق                      | سيلين "طوكيو" أوليفيرا       | دور أساسي                                   | Antena 3 / نتفليكس |
| 2018      | Snatch                          | إيناس                        | 8 حلقات                                     | Sony Crackle       |
| 2019      | Paquita Salas                   | نفسها                        | حلقة: "B-Fashion"                           | نتفليكس            |

### أشرطة الفيديو الموسيقية
| العام | عنوان الأغنية            | الفنان               |
| ----- | ------------------------ | -------------------- |
| 2008  | "El precio de la verdad" | Cinco de Enero       |
| 2013  | "Heartbreaker"           | Auryn                |
| 2013  | "Lo importante"          | Pignoise             |
| 2015  | "Mi Querida España"      | Kiko Veneno, Rozalen |

## وصلات خارجية
- أورسولا كوربيرو على موقع IMDb (الإنجليزية)
- أورسولا كوربيرو على موقع ميتاكريتيك (الإنجليزية)
- أورسولا كوربيرو على موقع روتن توميتوز (الإنجليزية)
- أورسولا كوربيرو على موقع قاعدة بيانات الأفلام العربية
- أورسولا كوربيرو على موقع ألو سيني (الفرنسية)
- أورسولا كوربيرو على موقع أول موفي (الإنجليزية)
- أورسولا كوربيرو على موقع قاعدة بيانات الفيلم (الإنجليزية)
- أورسولا كوربيرو على موقع ليتربوكسد (الإنجليزية)
- أورسولا كوربيرو على موقع كينوبويسك (الروسية)